# 耶稣圣心圣殿 (拉普拉塔)
耶稣圣心圣殿（Basílica del Sagrado Corazón）是一座罗马天主教次级宗座圣殿，位于阿根廷布宜诺斯艾利斯省拉普拉塔第58街和第9街以及第73街的交叉口。其风格是罗马式-拜占庭式，并受摩尔人的影响。堂内的殉道小堂以丰富的文物而闻名.。
该堂于1898年开始修建，1902年竣工。高11米的十字架矗立在塔顶上，安放于1913年。1966年教宗保禄六世将其升格为次级宗座圣殿。